# Герб Естерйотланду
Герб Естерйотланду (швед. Östergötlands vapen) — символ історичної провінції (ландскапу) Естерйотланд. 
Також вживається як офіційний символ сучасного адміністративно-територіального утворення лену Естерйотланд.

## Історія
Естерйотланд був представлений під час похорону короля Густава Вази 1560 року двома гербами: Вестанстонга (у червоному полі золотий дракон) та Естанстонга (у червоно-золотому полі лев). Надалі краєвим гербом залишився дракон, до якого додано троянди. 
Як герб лену цей знак затверджено 1972 року.

## Опис (блазон)
У червоному полі золотий грифон із крилами та хвостом дракона і синім озброєнням, обабіч над та під ним — по дві срібні троянди.

## Зміст
У 1884 році символ потрактовано як «грифона з крилами і хвостом дракона», а в 1972 році він отримав сині пазурі, дзьоб і язик. 
Герб ландскапу може увінчуватися герцогською короною. Герб лену може використовуватися органами влади увінчаний королівською короною.

## Галерея

Герб Вестанстонга
Герб Естанстонга
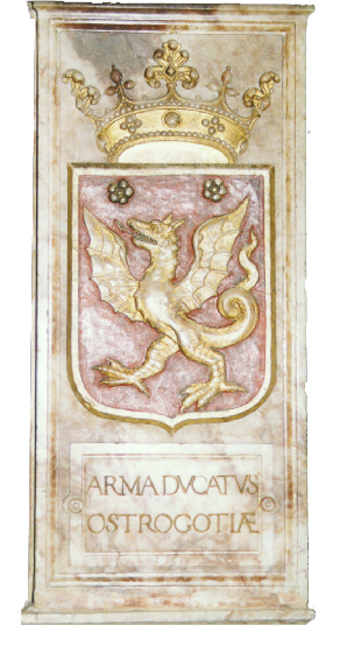
Герб Естерйотланду на надгробку Густава Вази
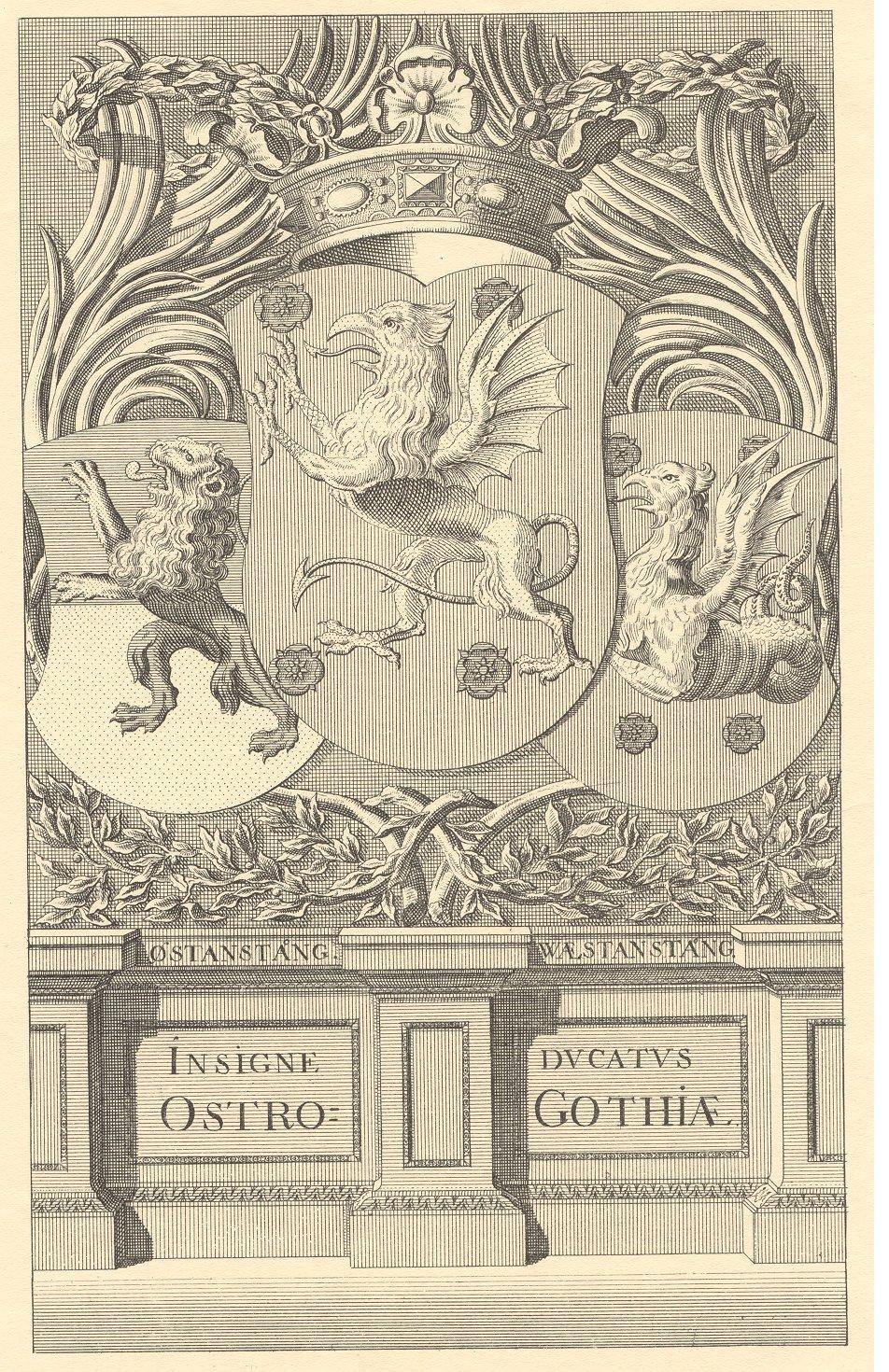
Герб Естерйотланду (гравюра 1696 р.)